# Banksia oblongifolia
Espèce
Classification phylogénétique
Banksia oblongifolia est une espèce de plantes à fleurs du genre Banksia et de la famille des Proteaceae. C'est un arbuste buissonnant que l'on rencontre sur la côte est de l'Australie, de Wollongong en Nouvelle-Galles du Sud au sud à Rockhampton dans le Queensland au nord.